# 'Ndrina Alvaro
Gli Alvaro sono una 'ndrina originaria di Sinopoli con circa 2 000 affiliati operante anche nei vicini Sant'Eufemia d'Aspromonte, San Procopio, Cosoleto e Delianuova. Hanno propaggini anche a Genova, Bologna e provincia, Pistoia e provincia, Milano (Magenta), Chivasso, Firenze, Latina, Roma (Spinaceto). Hanno inoltre acquisito immobili a Roma e gestiscono attività illecite anche a Torino, a Bra e nella zona di Ivrea.
La 'ndrina è presente nelle Marche: ad Ancona, viveva Carmine Alvaro, che conduceva un traffico di stupefacenti, e lì fu anche arrestato il latitante Antonio Alvaro.
Hanno propaggini anche in Australia, ad Adelaide, Canberra e a Sydney, dove è la cosca più potente.

## Storia

### 1940 - 1970: faida di Sinopoli
La loro ascesa inizia nel 1945 dopo una faida tra due Bande.
Gli Alvaro, appoggiati dalle famiglie Forgione e Violi, per vent'anni dovettero regolare i conti con i Filleti-De Angelis-Orfeo.
Dopo l'omicidio di Giuseppe Filleti, la faida riesplose violentemente nel 1964 e proseguì fino al 1967.

### Anni '70: sequestri di persona e traffico di droga
Negli anni Settanta sono coinvolti in numerosi sequestri di persona: fra le vittime Saverio Luppino, Francesco De Cicco, Antonino Abenavoli, Rocco Lo Faro, Osvaldo Ferretti, Emanuele Rinciari.
Gli Alvaro riuscirono ad entrare anche nel grosso e remunerativo giro del traffico di droga.
Un esponente degli Alvaro, Nicola Alvaro nel settembre del 1982 venne arrestato con l'accusa di essere stato il killer del generale Carlo Alberto dalla Chiesa. Secondo un testimone l'uomo di San Procopio era colui che fece fuoco la sera del 2 settembre in via Isidoro Carini, a Palermo, contro l'A112 guidata da Emanuela Setti Carraro e del generale dalla Chiesa seduto accanto. Successivamente il testimone si rivelò inattendibile e Alvaro Nicola venne scagionato dopo un lungo tempo trascorso in isolamento.

### Anni '80 e '90
Al termine della seconda guerra di 'ndrangheta che vide contrapposti numerose 'ndrine tra cui i De Stefano, i Condello, i Rosmini, gli Imerti, i Tegano e i Serraino per intavolare la pace fece da mediatore tra l’Avvocato Giorgio De Stefano e Pasquale Condello Domenico Alvaro, detto "micu u scaghiuni" (deceduto nel 2010), capobastone di Sinopoli.
Secondo le testimonianze dei collaboratori di giustizia altri mediatori furono Antonio Nirta di San Luca e Antonio Mammoliti di Oppido Mamertina.
Negli anni Novanta il clan si è diviso in due rami, uno guidato da Carmine Alvaro (soprannominato carni di cani), l'altro da Antonio Alvaro (soprannominato cudalonga o testazza).

### Anni 2000: Le relazioni con i Piromalli e gli affari a Roma e in Nord Italia
Nel 2004 viene arrestato Stefano Alvaro.
Nel nuovo millennio con l'operazione Virus si scopre di forti legami con i Tegano per lo scambio di armi e nell'operazione Cent'anni di storia collegamenti con i Piromalli e i Molè.
Nel luglio 2008 nell'operazione Cent'anni di Storia vengono arrestate 18 persone degli Alvaro, Molè e Piromalli tra cui Antonio e Natale Alvaro, insieme al padre Giuseppe.
Il 26 novembre 2008 su Repubblica viene reso noto che il noto locale romano "Cafè de Paris è di proprietà di Damiano Villari e che è stato acquistato in parte anche dall'imprenditore perugino Stefano Todini per conto delle cosche Palamara e Alvaro.
Nel 2009 la magistratura di Roma sequestra beni per 200 milioni di euro riconducibili alla cosca Alvaro: il 21 luglio sono infatti sequestrati il noto locale della capitale Cafè de Paris (di proprietà dal 2005 di un presunto affiliato agli Alvaro), il George's Restaurant ed altre attività commerciali, come il bar Clementi, il bar Gran Caffè' Cellini, nonché automobili, fino a raggiungere il valore complessivo di oltre 200 milioni di euro. L'ipotesi contestata dalla Direzione Distrettuale Antimafia di Roma è quella di intestazione fittizia di beni i quali acquisti sarebbero stati effettuati con soldi provenienti dal traffico, illecito.
Il 12 maggio 2010, durante l'operazione Matrioska la Guardia di Finanza sequestra nei paesi di Sinopoli, Seminara e Melicuccà, beni dal valore di 20 milioni di euro alla cosca, operazione iniziata nel 2009 a conclusione dell'operazione Virus.
Il 23 giugno 2010 i carabinieri compiono 42 arresti in Lombardia, Friuli-Venezia Giulia ed Emilia-Romagna nei confronti di presunti esponenti dei Condello, e dei De Stefano-Libri, accusati di associazione mafiosa ed estorsione. È stato arrestato anche Cosimo Alvaro, figlio di Domenico, membro dell'omonima 'ndrina e membri dei Rugolino di Reggio Calabria, i Buda-Imerti di Villa San Giovanni, gli Italiano di Delianuova, gli Zito-Bertuca di Fiumara di Muro e i Creazzo di Scilla. Sono stati sequestrate oltre 20 imprese, centri sportivi, appartamenti e terreni. Grazie all'operazione viene confermata la presenza di una cupola nella gestione degli affari illeciti del reggino con a capo Pasquale Condello, Giuseppe De Stefano e Pasquale Libri.
Il 25 marzo 2010 viene scoperto un sodalizio tra Pietro D'Ardes, Rocco Casamonica del clan dei Casamonica e i affiliati alla 'ndrangheta dei Piromalli-Molè e Alvaro per il riciclaggio dei proventi illeciti e costituzione di società (15 sequestrate) per la partecipazione ad appalti pubblici.
Il 4 settembre 2010 vengono eseguiti 7 arresti a presunti affiliati alla cosca, tra cui l'ex sindaco di San Procopio, tutti accusati di associazione mafiosa e intestazione fittizia di beni.

### Anni 2010
- Il 4 giugno 2014 a Rizziconi, su denuncia del sindaco e dopo due anni di indagini vengono arrestate 16 persone riconducibile alle 'ndrine Crea ed Alvaro. Tra gli arrestati anche un ex assessore e due ex consiglieri comunali[28].
- Il 17 giugno 2015 si conclude un'operazione della Dda di Reggio Calabria e del Gico di Catanzaro con il contributo della DEA statunitense e della Guardia Civil spagnola che blocca un traffico internazionale di droga tra gli Alvaro, i Pesce e i Coluccio-Aquino insieme ad un comandante delle FARC colombiane. L'organizzazione aveva basi in Brasile, Argentina, Repubblica Dominicana, Colombia, Spagna e Montenegro. Durante l'operazione è stato sequestrato un carico di cocaina presente nell'imbarcazione Pandora Lys al largo di Viana do Castelo tra Spagna e Portogallo[29].
- Il 3 agosto 2016 si conclude l'operazione Vulcano nei confronti di 12 presunti esponenti delle famiglie Piromalli, Molè, Alvaro e Pesce accusati di traffico internazionale di droga[30].
- Il 10 ottobre 2017 la DDA di Roma conclude l'operazione La Romana - Fireman e scopre un gruppo criminale romano che trafficava droga proveniente dal Sud America, passante dalla Repubblica Dominicana che arrivava o all'aeroporto di Malpensa a Milano o al porto di Palermo o di Cagliari e destinata agli Alvaro di Sinopoli. 19 gli arrestati tra cui anche i dominicani Rony Berroa e Angelica Zarzuela, mentre un alto ufficiale della Policía Nacional dominicana, Santos Medina, è ancora latitante[31][32].
- Il 14 marzo 2018 il collaboratore di giustizia Simone Canale riferisce che in carcere gli fu rivelato da Antonino Penna e Rocco Corica che sarebbe stato Nicola Alvaro ad uccidere nel 1982 Carlo Alberto dalla Chiesa, esattamente come si ipotizzò in prima analisi al momento del fatto ma dalla cui accusa fu prosciolto[1][11]. Il collaboratore racconta anche che in quanto alleati dei Piromalli fu la 'ndrina ad uccidere il boss loro rivale Rocco Molè e sarebbero i responsabili dell'attentato all'ex sindaco di Sinopoli Domenico Luppino[1][33][34].
- Il 16 maggio 2018 vengono arrestate 8 persone e viene sequestrato un bar a Milano riconducibile a Natale Alvaro per evasione fiscale che sarebbero stati poi reinvistiti a Lazzate nello smaltimento rifiuti e in Romania[35].
- Il 24 settembre 2018 si conclude l'operazione Iris che porta a 18 arresti tra cui presunti affiliati agli Alvaro e tra cui il sindaco di Delianuova, sospettato di essere anche lui un affiliato, a vario titolo sono accusati di associazione a delinquere di stampo mafioso, estorsione e truffa aggravata[36]. Durante l'omonimo processo si riscontra anche come Domenico Alvaro con dote di padrino sia intraneo al ramo che agisce nella Locale di Chivasso in provincia di Torino[37].

### Anni 2020 - La locale di Roma
- Il 4 febbraio 2020 i carabinieri e la Guardia di Finanza arrestano in un appartamento a Sant'Eufemia d'Aspromonte Domenico Romeo, latitante da 6 mesi a conclusionde dell'operazione Buon vento genovese e accusato di traffico internazionale di droga, in quanto contabile delle operazioni di cui era capo Antonio Alvaro. Viene tradotto nel carcere di Arghillà[38][39].
- Il 25 febbraio 2020 si conclude l'operazione Eyphemos contro il locale di Sant'Eufemia d'Aspromonte dipendente dagli Alvaro con a capo le famiglie "Carni i cani", "Pajechi", "Merri", "Pallunari", "Testazza" o "Cudalunga", per un totale di 65 ordinanze di custodia cautelare di cui 53 in carcere e 12 agli arresti domiciliari sparse oltre che in provincia di Reggio Calabria tra Milano, Bergamo, Novara, Lodi, Pavia, Ancona, Pesaro, Urbino e Perugia. Sarebbe coinvolto anche Domenico Creazzo, sindaco di Sant'Eufemia e neoeletto consigliere regionale, il vicesindaco Cosimo Idà ed il presidente del consiglio comunale che avrebbe avuto il ruolo di mastro di giornata del locale nonché il responsabile dell'ufficio tecnico Domenico Luppino e Domenico Forgione, consigliere di minoranza. La cosca aveva ramificazioni anche in Australia dove un affiliato fu punito per trascuranza. Ancora una volta emergono dalle intercettazioni discussioni sulle doti fino al Vangelo e sui ruoli di capo-locale e contabile del locale[6][40][41][42].
- Il 9 giugno 2020 si conclude l'operazione Freeland che porta all'arresto di 20 persone affiliate o facenti riferimento alle 'ndrine degli Italiano-Papalia, Barbaro-Papalia e Alvaro-Macrì-Violi accusate a vario titolo di associazione mafiosa, estorsione, sequestro di persona, spaccio di droga, bancarotta fraudolenta e detenzione illegale di armi. A capo della locale di Bolzano ci sarebbe Mario Sergi ma l'organizzazione avrebbe gestito anche lo spaccio del trevigiano e della città di Padova in Veneto grazie alla collaborazione di Paolo Pasimeni[43][44].
- 28 settembre 2020: operazione Eyphemos 2 contro gli Alvaro[45].
- 10 maggio 2022: operazione Propaggine contro gli Alvaro operanti a Roma[46][47].

## Esponenti
- Cosimo Alvaro detto  U furgiaru (1920-2000), ex capobastone[14].
- Carmine Alvaro, detto u pulice, arrestato nell'operazione Provvidenza del 2017 e implicato nell'operazione Iris del 2018[36].
- Carmine Alvaro detto U bruzzise (Ires 2018)[36].
- Antonio Alvaro (Ires 2018)[36].
- Giuseppe Alvaro detto u rugnusu (Ires 2018)[36].
- Giuseppe Alvaro detto u trappitaru (Ires 2018)[36].
- Carmine Alvaro detto u limbici (Ires 2018)[36].
- Carmelo Alvaro detto Carmine Bin Laden (Ires 2018)[36].
- Domenico Alvaro (Iris 2018)[36] con dote di padrino con ruolo di spicco nella locale di Chivasso.
- Paolo Alvaro (Iris 2018)[36].
- Carmine Alvaro detto Cuvertuni, ex capobastone arrestato il 18 luglio 2005 per associazione a delinquere, e condannato a 12 anni di carcere. Succedette a Cosimo Alvaro[14].
- Domenico Alvaro detto Massaro Mico o "Micu u scaghiuni" (1924–2010), capobastone succedette a Carmine Alvaro, e fece parte della Commissione provinciale istituita nel 1991.
- Domenico Alvaro, detto Micu, (1977)[42] (Eyphemos 2020).
- Antonio Alvaro, capobastone arrestato nel 2008 nell'operazione Cento anni di Storia[14].
- Nicola Alvaro detto "u zoppu" (1944), arrestato per danneggiamento ed estorsione con modalità mafiose, detenuto nel carcere di Benevento[1] accusato ma poi prosciolto nel 1982 dell'omicidio di Carlo Alberto dalla Chiesa[11], riemerge nel 2018 una ipotesi che possa essere stato lui[1].
- Natale Alvaro[35].
- Salvatore Alvaro detto "Turi Pajecu"[42] (Eyphemos 2020).
- Francesco Cannizzaro detto "Cannedda" (1930) uno dei patriarchi della 'ndrangheta, fra i partecipanti allo storico summit di Montalto del 1969[42] (Eyphemos 2020).
- Vincenzo Alvaro (1964) - dal 2015 al 2022 ha diretto la locale di Roma insieme ad Antonio Carzo (Operazione Propaggine del 2022)